# Rhyacophila melpomene
Rhyacophila melpomene là một loài Trichoptera trong họ Rhyacophilidae. Chúng phân bố ở miền Cổ bắc.